# The Intelligence of Dogs
The Intelligence of Dogs – publicat a l'espanyol amb el títol “La fabulosa inteligencia de los perros” – és un llibre sobre intel·ligència canina escrit per Stanley Coren professor de psicologia de la Universitat de la Colúmbia Britànica a Vancouver, Canadà i, també autor de altres best-sellers de temàtica canina com How to Speak Dog i Do Dogs dream?.
Publicat el 1994, el llibre explica les teories de Coren sobre les diferències a la intel·ligència entre diferents races de gossos. Coren va publicar una segona edició el 2006.
Coren defineix tres aspectes de la intel·ligència del gos al llibre:
- Intel·ligència instintiva: fa referència a l'habilitat del gos per do a terme les tasques per les que va ser criat, com el pasturatge, assenyalament, recollir, vigilar o fer companyia.
- Intel·ligència adaptativa: fa referència a l'habilitat del gos per resoldre els problemes per si mateix.
- Intel·ligència al treball i obediència: fa referència a l'habilitat del gos per aprendre dels éssers humans.

Les dues primeres especificacions d'intel·ligència son particulars i ajustables a cada gos de manera individual, no obstant la tercera especificació d'intel·ligència – treball i obediència – és aplicable a totes les races de gossos.

## Mètode
La classificació del llibre se centre a la intel·ligència a nivell de treball i obediència.
Coren va enviar sol·licituds d'avaluació als jutges de les proves d'obediència del American Kennel Club i el Canadian Kennel Club, demanant-los que classifiquessin les races en rendiment i va rebre 199 respostes. El que representava el 50% dels jutges d'obediència que aleshores treballaven a Amèrica del Nord.6  Les evolucions es van limitar a les races que van rebre un mínim de 100 respostes per jutge. Aquesta metodologia va ser destinada a el pes excessiu que podria resultar d'una tabulació simple sobre els graus d'obediència per raça. Aquest ús de l'opinió dels experts va crear precedent.
Coren va trobar un consens substancial en les classificacions dels jutges sobre la intel·ligència en treball i l'obediència, amb el border collie consistentment esmentat entre els deu primers i el llebrer afganès sistemàticament esmentat en la part més baixa.6  Els gossos amb classificacions més altes en aquesta categoria van ser: Border collie, caniche, pastor alemany, golden retriever i dòberman.
Els gossos que, durant aquest període, no eren races reconegudes pel American Kennel Club o Canadian Kennel Club – com el Jack Russell Terrier – no es van incloure a les classificacions de Coren.

## Avaluació
Quan la classificació de Coren, respecte a la intel·ligència canina per races, va sortir per primera vegada va obtenir l'atenció dels medis i comentaris tant favorables10 com desfavorables. No obstant, en els últims anys, l'escala de races i la metodologia emprada han sigut acceptades com una descripció vàlida de les diferències entre les races canines en respecte a la capacitat d'entrenament i intel·ligència dels gossos. Els mesuraments de la intel·ligència canina mitjançant altres mètodes han confirmat la tendència general d'aquesta escala, incloent un nou estudi que fa servir qualificacions del propietari per classificar la capacitat d'entrenament del gos i de la seva intel·ligència.
A l'escala de Coren es van donar 79 llocs – més 52 empats -, en un total de 131 races de gossos qualificades